# Evangelische Kirche (Mensfelden)

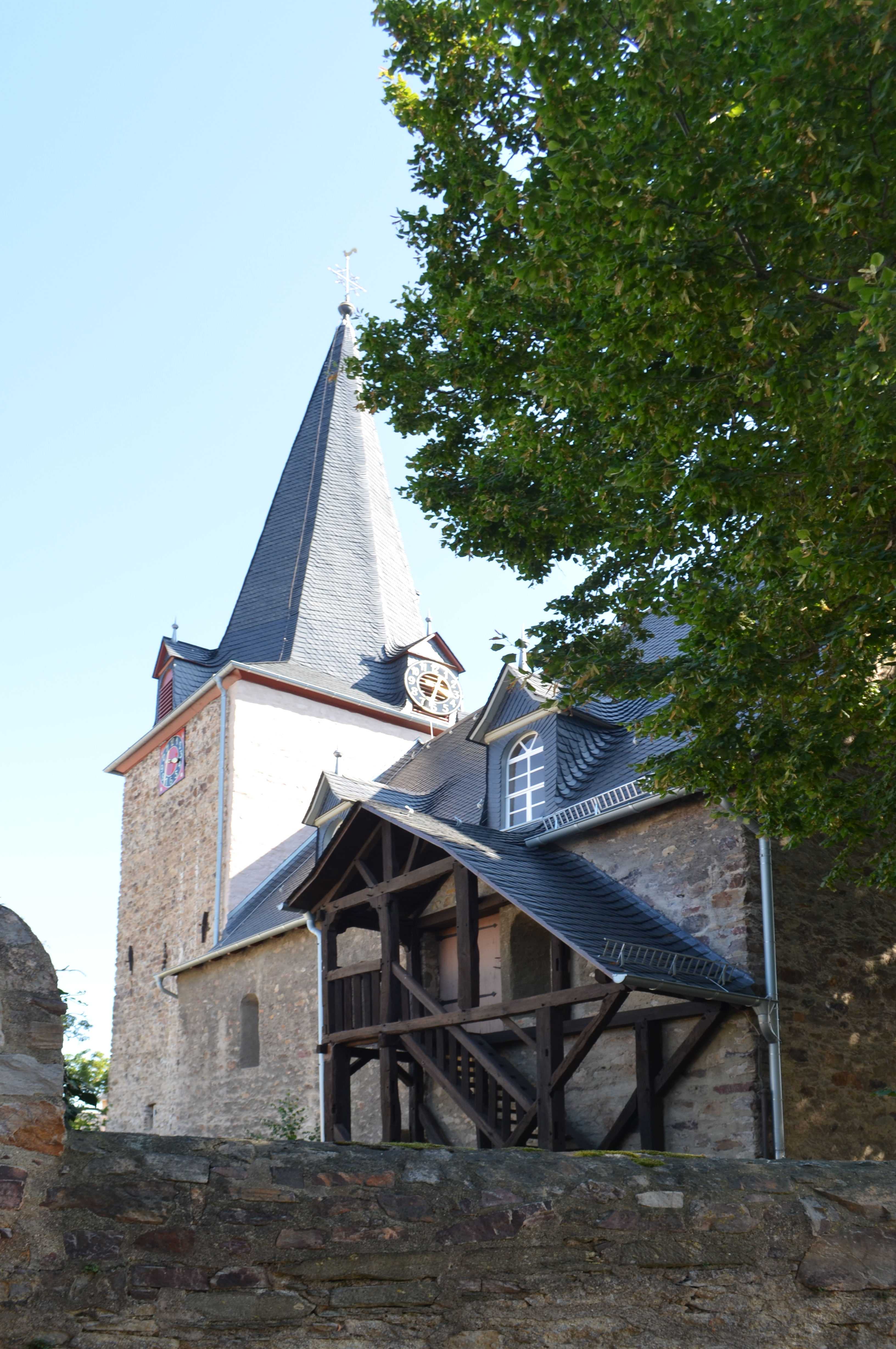
Evangelische Kirche in Mensfelden

Die evangelische Kirche Mensfelden ist ein denkmalgeschütztes Kirchengebäude im Ortsteil Mensfelden der Gemeinde Hünfelden im Landkreis Limburg-Weilburg in Hessen. Sie gehört zur Kirchengemeinde Mensfelden-Linter im Dekanat an der Lahn in der Propstei Nord-Nassau der Evangelischen Kirche in Hessen und Nassau.

## Beschreibung
Bereits im Jahre 775 hat es eine Vorgängerkirche gegeben. Die Ursprünge der heutigen romanischen Saalkirche aus Bruchsteinen gehen auf das Jahr 1204 zurück. Bauliche Erweiterungen im 17./18. Jahrhundert führten zum heutigen Bauzustand. Im Chorturm der ehemaligen Wehrkirche sind noch die Schießscharten zu erkennen. Sein Erdgeschoss und der Treppenlauf in der Mauer sind mit Kreuzgratgewölben überspannt. Seinen achtseitigen, schiefergedeckten Helm erhielt er nach 1800. 
Das Innere des Kirchenschiffs ist von einem barocken hölzernen Tonnengewölbe gedeckt. Die zweigeschossigen Emporen, die Kanzel und das Taufbecken sind aus dem Ende des 17. Jahrhunderts. Die kleine Orgel stammt vom Ende des 18. Jahrhunderts. Die erste Orgel wurde 1821 von Johann Nikolaus Seitz gebaut, sie wurde bereits 1826 erneuert. Die letzte Renovierung erfolgte 1970/71 durch Wolfgang Oberlinger.